# Пођи д'Оро (Рим)
Пођи д'Оро је насеље у Италији у округу Рим, региону Лацио.
Према процени из 2011. у насељу је живело 288 становника. Насеље се налази на надморској висини од 422 м.